# Fédération de Norvège de bowling
 (juin 2012).
 (janvier 2015).
La Fédération de Norvège de bowling (NBF), en norvégien : Norges Bowlingforbund, est l'organe national chargé de gérer et de promouvoir la pratique du bowling au Norvège. 
Le président est Sven Tore Iversen. Le vice-président est Halgeir Ludvigsen.

## Organisation
- Président: Sven Tore Iversen
- Vice-président: Halgeir Ludvigsen
- Secrétaire général: